# أق درق جديد
أق‌ درق جديد هي قرية في مقاطعة كليبر، إيران. عدد سكان هذه القرية هو 235 في سنة 2006.